# Черкасова, Алла Константиновна
Алла Константиновна Черкасова (укр. Алла Костянтинівна Черкасова; род. 5 мая 1989, Львов) — украинская спортсменка, борец вольного стиля. Бронзовый призёр олимпийских игр 2020 года, чемпион мира 2018 года, чемпионка Европы 2019 года, призёр чемпионатов мира и Европы.

## Биография
Родилась в 1989 году во Львове. Тренировалась у А. И. Пистуна, который ранее тренировал двоюродную сестру Аллы. В 2010 году стала бронзовой призёркой чемпионата мира. В 2012 году завоевала серебряную медаль чемпионата Европы. В 2016 году стала обладательницей бронзовой медалей чемпионата Европы, но на Олимпийских играх в Рио-де-Жанейро была лишь 11-й. В 2017 году вновь стала бронзовой призёркой чемпионата Европы.
На чемпионате Европы 2019 года в Бухаресте завоевала золотую медаль.
В феврале 2020 года на чемпионате континента в итальянской столице, в весовой категории до 68 кг Алла в схватке за бронзовую медаль поборола спортсменку из Белоруссии Анну Садченко и завоевала бронзовую медаль европейского первенства.
Закончила Львовский государственный университет физической культуры, а позже и магистратуру ЛГУФК.

## Награды
- Орден «Орден княгини Ольги» III степени (16 августа 2021) — за достижение высоких спортивных результатов на ХХХІІ летних Олимпийских играх в  городе Токио (Япония), проявленные самоотверженность и волю к победе[3].